# Peter-bóbitásantilop
A Peter-bóbitásantilop (Cephalophus callipygus) az emlősök (Mammalia) osztályának párosujjú patások (Artiodactyla) rendjébe, ezen belül a tülkösszarvúak (Bovidae) családjába és a bóbitásantilop-formák (Cephalophinae) alcsaládjába tartozó faj.

## Előfordulása, élőhelye
A faj Afrika középső és nyugati területein honos, Gabon, Egyenlítői-Guinea, Kamerun,  a Közép-afrikai Köztársaság,  a Kongói Köztársaság, a Kongói Demokratikus Köztársaság és Uganda területén él. Mind a síkvidéki mind a montán egyenlítői erdőkben megtalálható. Kedveli a sűrű aljnövényzettel benőtt erdőket, ahol rejtőzködésre alkalmas helyet találhat.

## Megjelenése
A Peter-bóbitásantilop viszonylag nagy méretű faj, átlagos tömege 20 kg, testhossza 80–115 cm, marmagassága 45–60 cm. A Peter-bóbitásantilop szőrzetének színe  általában vörösesbarna, bár az egyedek között jelentős eltérések mutatkozhatnak a halvány sárgásbarna színűtől a rozsdabarnáig, sőt a sötét barnáig. A közép-afrikai populációk színe sötétebb a nyugat-afrikaiakénál. A hátán végigfutó fekete sáv a lapockáknál kezdődik és egészen a farrészig tart, ahol kiszélesedik, és a farka alatt ér véget. Az észrevehetően sötétebb hátsó fertály a faj egyik ismertetőjele. Ez a sötétebb szín kiemeli a lábakat, a lapockákat, a nyakat és bizonyos egyedek pofáját is. Teste alsó része világosabb.
Fején az egyetlen jellegzetesség a dús vörösesbarna vagy narancsszínű bóbita. Mindkét ivarú egyednek van szarva; a szarvak rövidek, hegyesek, előre mutatóak, hosszuk eléri az 5,5–14 cm-t, átlagosan 10 cm hosszúságúak. Az összes bóbitásantilop-féle közül a Peter-bóbitásantilopnak van  a legjobban megerősített koponyája, a homlokcsont akár 13 mm vastagságú is lehet.

## Életmódja
A Peter-bóbitásanatilop elsősorban a nedves egyenlítői síkvidéki erdők lakója, de megtalálható a bozótosokban is. Elkerüli a folyó menti galériaerdőket, inkább a sűrű aljnövényzettel benőtt területeket kedveli. Emiatt jól megél a fakitermelések után kialakult másodlagos erdőkben.
A faj kizárólag nappali életmódot folytat. A bóbitásantilop-félékre nem jellemzően aktív szociális rendszerben él, és egy hímhez egyidejűleg több nőstény is tartozik. A felnőtt nőstények életterülete elérheti a 40 hektárt. A hímek territoriálisak, bár territóriumuk méretére nincsenek adatok.

### Táplálkozása
A Peter-bóbitásanatilop a bóbitásantilop-félék közül a leginkább gyümölcsevő faj. Étrendjének 82-89%-át különféle gyümölcsök teszik ki, a fennmaradó hányadot levelek és levélnyelek alkotják. A gyümölcsfogyasztás mértéke a rövid esős évszak alatt, márciustól májusig a legalacsonyabb,  ilyenkor inkább leveleket fogyaszt.

## Szaporodása
A Peter-bóbitásanatilop bizonyos évszakbeli eltérésekkel, de az év minden szakában hajlamos a szaporodásra. A születések számában két csúcsidőszak figyelhető meg: május-június és december hónapok folyamán. Ezek a csúcsidőszakok a száraz évszak elején vannak, amikor a faj által fogyasztott gyümölcsök mennyisége és minősége (fehérjetartalma) a legmagasabb.
A vemhesség nagyjából 240 napig tart, az anya egyetlen utódnak ad életet. Az újszülött borjak tömege 1 kg, színük a kifejlett egyedekénél sötétebb. Életük első négy hetében a sűrű aljnövényzetben rejtőznek. 

## Természetvédelmi helyzete
Elterjedési területén belül, a zavartalan területeken a faj általánosan jelen van, de a vadászat által fenyegetett területeken létszáma nagyon lecsökkent. Populációjának számát 382 000-re teszik (1999). Populációja a legfontosabb területeken, melyeken az emberi jelenlét alacsony, stabil, máshol csökkenő tendenciát mutat. A faj számára a legjelentősebb fenyegetést az emberi települések növekedése és a mezőgazdasági területek terjeszkedése miatt élőhelyének elvesztése jelenti. Stabil populációi találhatók a kameruni Dzanga-Sangha, a Közép-afrikai köztársaságbeli Bangassou, az Egyenlítői Guinea-i Monte Alen és a Kongói Köztársaságbeli Lake Tele-Likouala parkokban.